# Aknai János
Aknai János, Acht, (Budapest, 1908. november 10. – Los Angeles, 1990. január 1.) válogatott labdarúgó, kapus. Külföldön Eugène Acht és Paul Acht néven volt ismert.

## Pályafutása

### Klubcsapatban
1928-ban a Ferencvárosban 2 nemzetközi mérkőzésen lépett pályára. Ezt követően az Újpest kapusa lett, ahol háromszoros magyar bajnok lett a csapattal. 1933-ban külföldön folytatta pályafutását. Először a francia US Tourcoing csapatában védett egy idényen át. Rövid ideig a spanyol Valencia kapusa is volt, majd visszatért Franciaországba. 1935–36-ban a Red Star Saint-Ouen-hez szerződött. 1940 és 1942 között az Olympique de Marseille labdarúgója volt.

### A válogatottban
1929 és 1932 között 10 alkalommal szerepelt a válogatottban.

## Sikerei, díjai
- Magyar bajnokság
  - bajnok: 1929–30, 1930–31, 1932–33
  - 2.: 1931–32
  - 3.: 1928–29
- Magyar kupa
  - döntős: 1933
- Közép-európai kupa (KK)
  - győztes: 1929
- Bajnokok Tornája (1930)
  - győztes

## Statisztika

### Mérkőzései a válogatottban
| Magyarország | Magyarország         | Magyarország                    | Magyarország  | Magyarország | Magyarország  | Magyarország | Magyarország | Magyarország |
| #            | Dátum                | Helyszín                        | Hazai         | Eredmény     | Vendég        | Kiírás       | Gólok        | Esemény      |
| ------------ | -------------------- | ------------------------------- | ------------- | ------------ | ------------- | ------------ | ------------ | ------------ |
| 1.           | 1929. szeptember 8.  | Prága                           | Csehszlovákia | 1 – 1        | Magyarország  | Európa-kupa  | -            |              |
| 2.           | 1929. október 6.     | Budapest, Hungária körúti pálya | Magyarország  | 2 – 1        | Ausztria      | barátságos   | -            |              |
| 3.           | 1930. április 13.    | Bázel                           | Svájc         | 2 – 2        | Magyarország  | barátságos   | -            |              |
| 4.           | 1930. május 1.       | Prága                           | Csehszlovákia | 1 – 1        | Magyarország  | barátságos   | -            |              |
| 5.           | 1930. május 11.      | Budapest, Üllői úti pálya       | Magyarország  | 0 – 5        | Olaszország   | Európa-kupa  | -            |              |
| 6.           | 1930. június 8.      | Budapest, Üllői úti pálya       | Magyarország  | 6 – 2        | Hollandia     | barátságos   | -            |              |
| 7.           | 1930. szeptember 28. | Drezda, Ostragehege             | Németország   | 5 – 3        | Magyarország  | barátságos   | -            | 85'          |
| 8.           | 1931. szeptember 20. | Budapest, Üllői úti pálya       | Magyarország  | 3 – 0        | Csehszlovákia | barátságos   | -            |              |
| 9.           | 1931. október 4.     | Budapest, Hungária körúti pálya | Magyarország  | 2 – 2        | Ausztria      | Európa-kupa  | -            |              |
| 10.          | 1932. október 2.     | Budapest, Üllői úti pálya       | Magyarország  | 2 – 3        | Ausztria      | barátságos   | -            |              |
|              | Összesen             |                                 |               | 10           | mérkőzés      |              | 0            | gól          |